# Kap Farvel - Angmagssalik, 6. Thuleekspedition
Kap Farvel - Angmagssalik, 6. Thuleekspedition er en dansk dokumentarfilm fra 1931 med ukendt instruktør.

## Handling
6. Thuleekspedition 1931. SS Feddy sejler ekspeditionens motorbåd Dagmar op til Grønland. Deltagerne er: kaptajnløjtnant Fred Bangsbøll, søløjtnant Hans Wittrup-Hansen, maskinkonstabel Lauritz Torking, magister Johannes Olsen, arkæolog-assistent, stud. mag. Erik Holtved, fotograf Svend Nielsen og Knud Rasmussen. Ekspeditionen starter 19. august fra Julianehåb og går op langs østkysten fra Kap Farvel til Angmagssalik.
Man finder forladte bopladser i Dronning Marie Dal, samt gravpladser og en store ruin inde i bunden af Skjoldungen Fjord (Saqqisikuik). Grønlænderen Kristian, som er opvokset der, fortæller levende til Knud Rasmussen om ånderne - også de onde. Hans beretninger er illustreret med tegninger. Herfra går turen videre til Kuummiut inde i Angmagssalik-fjorden, hvor ekspeditionen modtages med stor imødekommenhed. Der hentes tilmed gæster fra omegnen. Unge mænd giver opvisning i kajakkæntring samt andre manøvrer, og derefter samles alle til trommedans. Her ses et eksempel på en 'nidvise', hvor den syngende danser rundt om sin modstander og understreger sine hånende ord med skaller. Og 'torskedansen', hvor den optrædende har udspilet mund og snapper efter madding, demonstreres. Kvinderne viser danse med andre temaer og rytmiske hoftevrid. Rejsen slutter i Angmagssalik, hvor Kristian tager afsked med en trommedans.